# Tế bào B

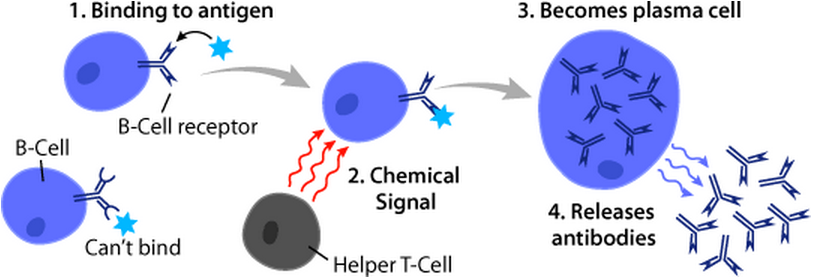
Chức năng tế bào B: liên kết với một kháng nguyên, nhận trợ giúp từ một tế bào T hỗ trợ, và biệt hóa thành tương bào (plasma cell) tiết ra lượng lớn kháng thể

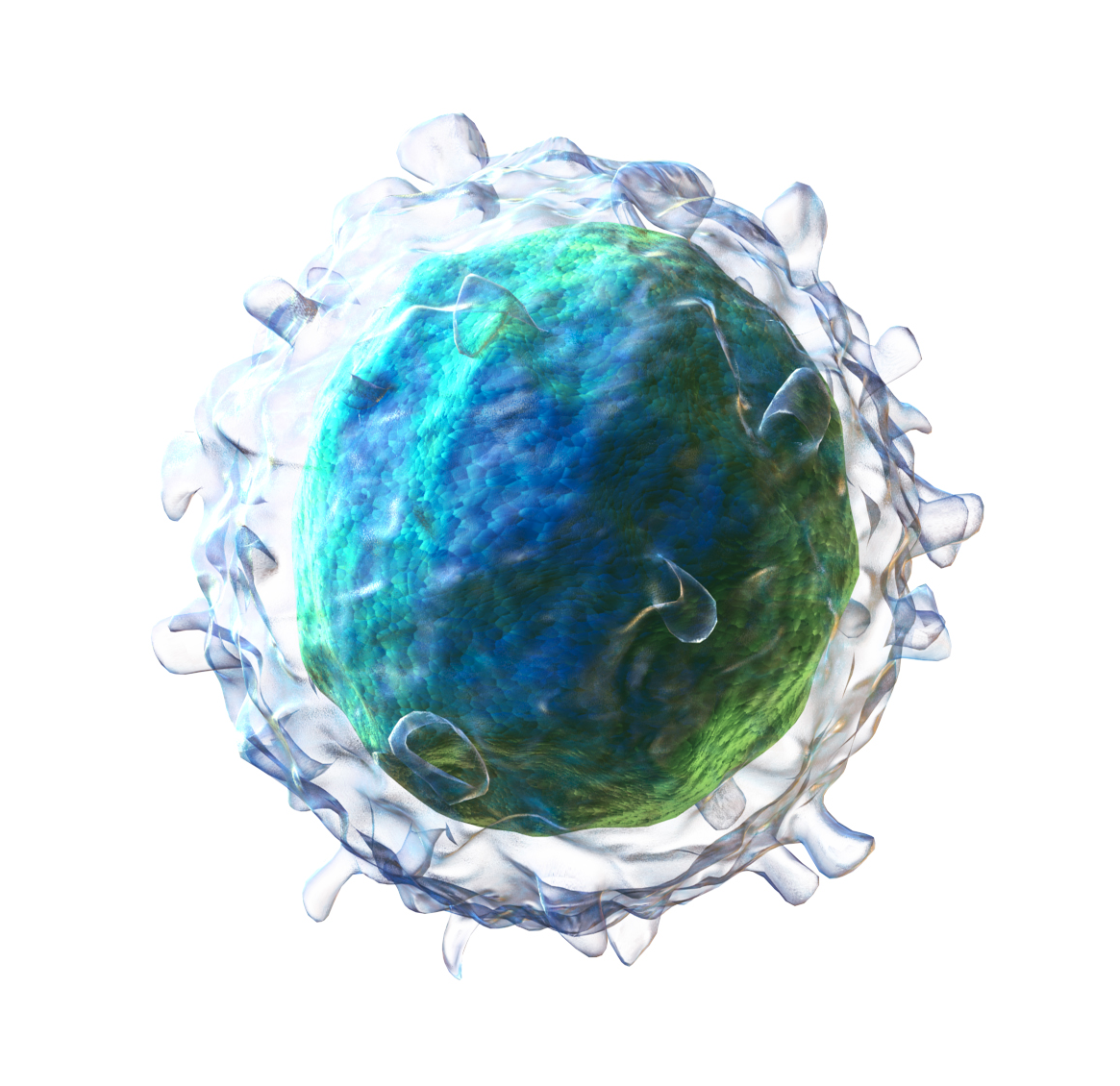
Hình 3D của tế bào B

Tế bào B, còn được gọi là tế bào lympho B, là một loại tế bào bạch huyết của phân nhóm tế bào lympho. Chúng hoạt động trong thành phần miễn dịch dịch thể của hệ miễn dịch, bằng cách tiết ra các kháng thể. Ngoài ra, tế bào B còn có thể trình diện kháng nguyên và tiết ra cytokine. Ở động vật có vú, tế bào B trưởng thành ở trong tủy xương. Ở chim, tế bào B trưởng thành trong túi Fabricius, một cơ quan bạch huyết.
Không giống như hai loại tế bào lympho khác như tế bào T và tế bào NK, tế bào B có thụ thể tế bào B (BCRs) trên màng. BCR cho phép tế bào B mang vai trò là một kháng thể, có chức năng gắn với một kháng nguyên cụ thể.
Tế bào lympho B và lympho T đều thuộc loại miễn dịch đặc hiệu.